# NGC 2499
NGC 2499 é uma galáxia espiral barrada (SB?) localizada na direcção da constelação de Canis Minor. Possui uma declinação de +07° 29' 34" e uma ascensão recta de 7 horas, 58 minutos e 51,7 segundos.
A galáxia NGC 2499 foi descoberta em 25 de Março de 1864 por Albert Marth.